# ペース (長さ)
ペース（ラテン語：pes、複数形はペデース pedes）は、古代ローマで用いられた長さの単位。この単語は、英語では「フィート」（feet）、日本語では「歩尺」などと訳される。
1ペースは足の長さに対応する長さで、5ペースが1パッスス（passus）に当たる。現在のメートル法に換算すると約29.6センチメートルに、ヤード・ポンド法に換算すると約11.6インチに相当する。

## 長さの換算
下の表に、ペースとパッススやメートル・フィートなどとの換算を示す。
| 名称（単数形）                     | 複数形               | ペース換算 | メートル換算 | フィート換算    | 備考                                 |
| ---------------------------------- | -------------------- | ---------- | ------------ | --------------- | ------------------------------------ |
| ペース（pes）                      | ペデース（pedes）    | 1ペース    | 約29.6cm     | 約0.966フィート | 歩尺とも訳され、フィートに相当する。 |
| パッスス（passus）                 | パッスース（passus） | 5ペース    | 約1.48m      | 約4.83フィート  |                                      |
| ミッレ・パッスース（mille passus） | －                   | 5000ペース | 約1.48km     | 約4830フィート  | しばしば「ローママイル」と訳される。 |